# 1991年のル・マン24時間レース

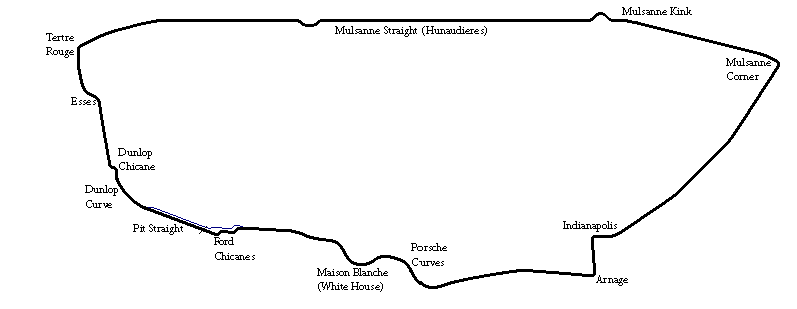
1991年のコース

1991年のル・マン24時間レース（24 Heures du Mans 1991 ）は、59回目のル・マン24時間レースであり、1991年6月22日から6月23日にかけてフランスのサルト・サーキットで行われた。

## 概要
スポーツカー世界選手権（SWC）は新たに「排気量3,500ccまでの自然吸気エンジン、マシンの最低重量750kg、燃費制限なし」の新グループC規格でスタートし、ル・マン24時間レースはこの新カテゴリーC1と、従前のグループCカテゴリーC2との混走となった。ただ資金や時間が掛かるためと、他のSWC戦との走行距離の違いによる信頼性への不安から、新カテゴリーでのル・マン24時間レースへの参加車両は少なかった。
従前のグループC車両での参戦は1991年までとされ、最低重量が原則1,000kgという重いハンディキャップが課せられ、全く戦闘力を奪われた。これほど厳しくされたのは、フォーミュラ1においてノンターボエンジンの排気量上限が1987年から3,000ccから3,500ccに上げられるなど、ターボエンジン搭載車両に不利になるレギュレーション変更のをものともせず、1988年のF1世界選手権でホンダが1,500ccターボエンジンの性能を上げて圧倒的な勝利を挙げたことと、前年のル・マンにて日産が莫大な物量作戦で性能を上げたことを重ね合わせたからである。ただマツダは前年のレースで惨敗して周囲に警戒されておらず、その最低重量はSWCでは830kg、ル・マン24時間レースでは880kgと決められた。
トヨタ自動車は1992年の途中からSWCに3,500ccエンジンを投入する予定になっていたこと、また世界ラリー選手権（WRC）でタイトルが取れそうになっていたことで、予算を取られてル・マン24時間レース用車両に手が回らず不参加を決めた。
日産自動車は社内の足の引っ張り合いで、ル・マン24時間レースの参加条件として全戦参戦が義務付けられていたSWCへの不参加を決めた。ニッサン・モータースポーツ・ヨーロッパのメンバーをクラージュ・コンペティションに移し、クラージュ・コンペティション名義でSWCに参戦し参加資格を得る方法も検討されたがこれも実現しなかった。その後も追浜の中央研究所並びにニッサン・モータースポーツ・インターナショナル（ニスモ）で重量1,000kgの24時間レース用車日産・R91CPの開発は続けられた。また日産のアメリカにおけるレース子会社であるNPTIは日産・R90CKでデイトナ24時間レースに参戦。ここでR90CKは桁違いの速さを見せ、他車のパーツを踏みつける不運なアクシデントに見舞われたものの、17周遅れの2位に入賞。ヨーロッパから遠征して来ていた他社は強い警戒感を抱いたとの見方もある。
結果的にトヨタと日産が不参加となったため、日本から参戦したのはマツダのみとなった。マツダは1991年1月に起きたイラクのクウェート侵攻でスケジュールが狂ったが、大きな問題にはならなかった。トム・ウォーキンショーの支援を仰いで2月にル・マン24時間レースでの最低重量が他のSWCイベントと同じ830kgに軽減された。4月4日にマツダ・787Bが完成、ポール・リカール・サーキットで4,500kmに及ぶ耐久走行試験をトラブルなしでこなし、カーボンブレーキの採用を決定した。SWCの善戦から最低重量を880kgに戻す議論が出て来てもおかしくなくなった頃に、下記のようにポルシェが安全面での懸念を示して950kgに軽減されたため、ここでマツダの最低重量を増やすわけにも行かず、マツダの最低重量を880kgに戻す話は立ち消えになった。
1980年代に耐久レースを席巻したポルシェ・962Cは、この時代には各プライベートチームで独自の改良が加えられ、原型を保っている車両の方が少なかった。新たに3,250ccエンジンをヨースト・レーシングとブルン・モータースポーツに供給したたものの、最低車重1,000kgでは安全性を保証できないため「できれば1991年のSWC出場を見合わせるように」と通達を出した。実際に市販されているレーシングカーのうち多数を占めるポルシェが撤退してしまえばレースが成立しないおそれがあり、その後最低重量がル・マンを除くSWCシリーズでは950kgに軽減された。
3月18日にSWCへの参加台数がわずかに18台であることが判明し、出走台数50台確保を前提に興行権を渡してル・マン24時間レースをSWCに復帰させたフランス西部自動車クラブ（ACO）は激怒した。これに対し国際自動車スポーツ連盟（FISA、現国際自動車連盟）が「約束したのは40台で、最終締め切りの5月18日までに40台確保する」と回答したためACOはますます態度を硬化させた。台数確保のためにル・マン24時間レース単独での参戦を認める旨のファックスが3月27日に日産自動車宛に送られたが、ル・マン24時間レースの参戦権を得るため費用を掛けてSWCにフル参戦して来たメーカーがこれに猛反発し、FISAは日産自動車の参戦を認める決定を覆した。とは言え一方的に日産を追放したわけではなく、FISAは代わりにSWCのエントリー締め切りを開幕戦鈴鹿の予選前日まで引き延ばす配慮を示す。予選を走るだけで構わないと。しかし結局日産は鈴鹿に姿を現さず、その時点で1991年ル・マンの欠場が決まった。欧州のジャーナリストにとっては日産のこの行動は理解不能だったと言う。
FISAはメルセデス・ベンツとジャガーにシリーズ参戦している新規格車（カテゴリー1）をル・マンでもエントリーするよう命じた。この年のル・マンのエントリーはわずかに46台(Tカーを除く)。うちチーム・バークレー・ロンドンのスパイスSE90Cは姿を現さず、クラージュ・コンペティションのクーガーC24Sが最低車重7㎏不足し車検落ちした。予選出走は44台に。
狭くて使い勝手が悪いだけでなく、危険でもありチームとドライバーに不評だったピットは「世界最新鋭」とも言えるような近代設備に生まれ変わった。ピットロードは従前の2倍に拡張され、ピットガレージは奥行き10mを優に越える程広く、その2階は広いラウンジ、3階は巨大なプレスルームになった。また先着順で場所が決まっていたため、ドライバーから少しでも見やすい場所を巡ってトラブルが多かったサインを出すシグナル・ステーションも廃止され、他のサーキットと同様にピットからサインを出すようになった。
これらの改良に対して「昔の情緒がなくなった」という者も少なくなくかった。しかし特に昔のル・マン24時間レースを知る者にとってショックだったのはピットの新装ではなく、ユーノディエールの中程にあってファン・マヌエル・ファンジオやスターリング・モスも訪れサインを残していた「レストラン24時間」が華僑に買収され、中華料理店になってしまったことだった。
ポスターは開催国のプジョー・905を差し置いてジャガー・XJR14が使われた。

### カテゴリー1
排気量3,500ccまでの自然吸気エンジン、マシンの最低重量750kgと定められた新グループC規格である。燃費制限はない。一言で言えばフルカウル化されたフォーミュラ1で、挙動がクイックでシャープなため絶対速度だけなら断然有利、SWCの緒戦となった鈴鹿ではプジョー・905とジャガー・XJR-14がメルセデス・ベンツ・C11を圧倒していた。しかしこれは360kmのスプリントレースの話であり、ドライバーにかかるストレスが大きく、自動車の耐久性能も低かった。
この規格に一番積極的だったのはプジョーで、SA35型80度V型10気筒エンジンを新規に開発し、コンパクトな運転席と優れた空力が特徴のプジョー・905に搭載した。
ジャガーはF1用V型8気筒コスワースHB型エンジンをロス・ブラウンが設計したジャガー・XJR-14に搭載し3号車、4号車をおつきあいでエントリーした。しかしトム・ウォーキンショーはレース前に「夜まで走らせる気はない。決勝では最初のピット・ストップのあとガレージに引っ込める」と明言した。
メルセデス・ベンツは180度V型12気筒のM291型エンジンを開発し、メルセデス・ベンツ・C291に搭載し2号車でエントリーはしたが、初日にお披露目で2周走らせただけだった。
新規格への優遇措置として予選タイムに関わらずスターティンググリッドは5列目までカテゴリー1のみとされた。

### カテゴリー2
去年までのグループC規格である。
ジャガーは7.4リットルエンジン搭載のXJR-12を4台持ち込んだ。
メルセデス・ベンツは5リットルターボエンジン搭載のメルセデス・ベンツ・C11を3台持ち込んだ。前年の欠場によりシケインの入ったコースは初めてであった。
6列目以降のグリッドからの決勝スタートとされた。

## 予選
関係者の誰もが新規格車両が24時間を走り切れると思っておらず、ジャガーもメルセデス・ベンツも旧規格車両を走らせるだけしかドライバーを登録していなかった。
6月19日の18時に公式予選が始まった。
トップタイム争いはジャガーのデレック・ワーウィックがXJR-14で先行したが、メルセデス・ベンツがC11の1号車に予選仕様のエンジンを搭載し土壇場に逆転した。
ジャガーはXJR-12のエンジンを7.4リットルに拡大したため燃費データの収集に務めた。新規格車両XJR-14は1日目のみ走行させ予選通過はしたが、そこで撤収した。
マツダは787Bが55号車と18号車、787を56号車で登録していた。初日にタイムアタックをする予定だったが雨で中止になり、その後はカーボンブレーキや燃費データの収集など決勝に備えたため、前年日産・R90CKが出したポールポジションを上回らないタイムで終わった。マツダから来たエンジン担当者は55号車の燃費を見て目を見張った。グループCカーに乗り馴れないベルトラン・ガショーにフォルカー・ヴァイドラーが乗り方を教えてぐんぐん燃費が向上していたのである。
最終的に40台が予選を通過した。

## 決勝
ポルシェ・962Cの大量エントリーで何とか格好がついたものの、ジャガー・XJR-14とヨースト・レーシングの1台ずつが出走を回避し、出走は38台と第二次世界大戦後最少台数で争われることとなった。16時ちょうど、スタートした。新規格車両で決勝に出たのはプジョー・905の5号車・6号車の2台と、スパイス・エンジニアリングなど到底優勝争いに加われない小コンストラクターの車両8台の全10台に留まった。
プジョー・905は当初から耐久性のなさを自覚しており、次年のデータ収集のために飛ばせるところまで飛ばして故障したらリタイヤする作戦であり、その通り序盤をリードしたものの結局5号車が1時間半でエンジンを壊し（ピット作業での給油中に炎上するというおまけつきであった）、6号車も6時間でトランスミッションを壊してリタイアした。
その後のレースはメルセデス・ベンツ3台が先行し、それをジャガー3台とマツダ2台が追う展開となった。メルセデス・ベンツは燃費が少しばかり悪くなっても前半で大きくリードし追撃を諦めさせる作戦、ジャガーは燃費でペースが上がらないがペースを保って他が潰れるのを待つ作戦を採った。これに対し車両重量の軽いマツダはドライバーの努力もあって良好な燃費のままでかなり高いペースを保つことができ、1時間目で11位、2時間目で9位、3時間目で10位、4時間目で7位と漸次順位を上げ、この頃やっとマツダの戦闘力に気がついたジャガーとメルセデス・ベンツは情報収集を始めた。6時間目には、メルセデス・ベンツ3台に次ぐ4位に上がった。メルセデス・ベンツは10時間目にパーマーの32号車が前部を破損させてトップから10周以上遅れた。
マツダのコンサルタント及びチームマネージャーだったジャッキー・イクスが「ドイツ人は下位とのマージンを必要以上に確保したがるものだから、マツダがペースアップをすればメルセデス・ベンツはそれ以上のペースアップをして、車両に過負荷をかけるであろう」と読み、ペースアップを指示した。彼はベルギー人であるが、かつてポルシェ・ワークスチームに在籍しており、ル・マンでの勝ち方とともにドイツ人というものを知っていたのである。これに関してマツダの監督だった大橋孝至は後に「あのままじゃダメなんで、とにかく仕掛けろ、と（55号車のドライバー）3人に言ったんだ」「ベンツの2台は楽勝だったんだよ。ウチがペースを上げても我慢していればよかったのに。ああいうのがドイツ的完全主義って言うんじゃないの？」と発言している。12時間までに55号車がジャガー2台を追い抜いて3位に浮上した。ジャガーは反応したが燃費の問題でついて行けなかった。メルセデス・ベンツはこれを見てマツダ以上にペースを上げた。
13時間を過ぎる辺りで2位を走行していたメルセデス・ベンツ31号車がトランスミッションのトラブルでピットイン、20分を費やし5位に後退した。これによりマツダ55号車は2位に浮上した。
21時間目、トップを走るメルセデス・ベンツ1号車がオーバーヒートとトランスミッショントラブルでピットイン、マツダ55号車はトップに立った。1号車は30分後にピットアウトしたがヘッドガスケットが吹き抜けており1周だけして再びピットイン、そのままリタイアした。31号車はこの時点でトップからは5周差があり、自力でトップに戻るのは不可能であった。メルセデス・ベンツの脱落後はジャガーが2・3・4番手を固め、マツダに続いた。
23時間目、マツダ陣営内では最後3台を並べて走らせゴールする（いわゆる「デイトナ・フィニッシュ」）提案がされたが、大橋孝至は拒否した。ジャッキー・イクスが「これまで何度も優勝しているならそれもいいだろう。6位くらいの成績で満足するならそれもいい。しかし、優勝を狙うならつまらないことをするな」と皆に説明した。
大橋孝至は緊張感を保たせ、想定外の危険を避けるため最後までペースを下げさせなかった。終了20分前のピットインでも、それまでに連続1時間半近く走っていたジョニー・ハーバートを交替させなかった。この時のタイヤ交換はメカニックの手が震えて普段よりわずかに時間がかかったが、他には特に問題なく終了した。マツダ関係者にとっては時間の経過が恐ろしく遅く感じられ、マツダにタイヤを供給したダンロップのモータースポーツ部長は自分の腕時計が故障したと思ったという。

## 結果

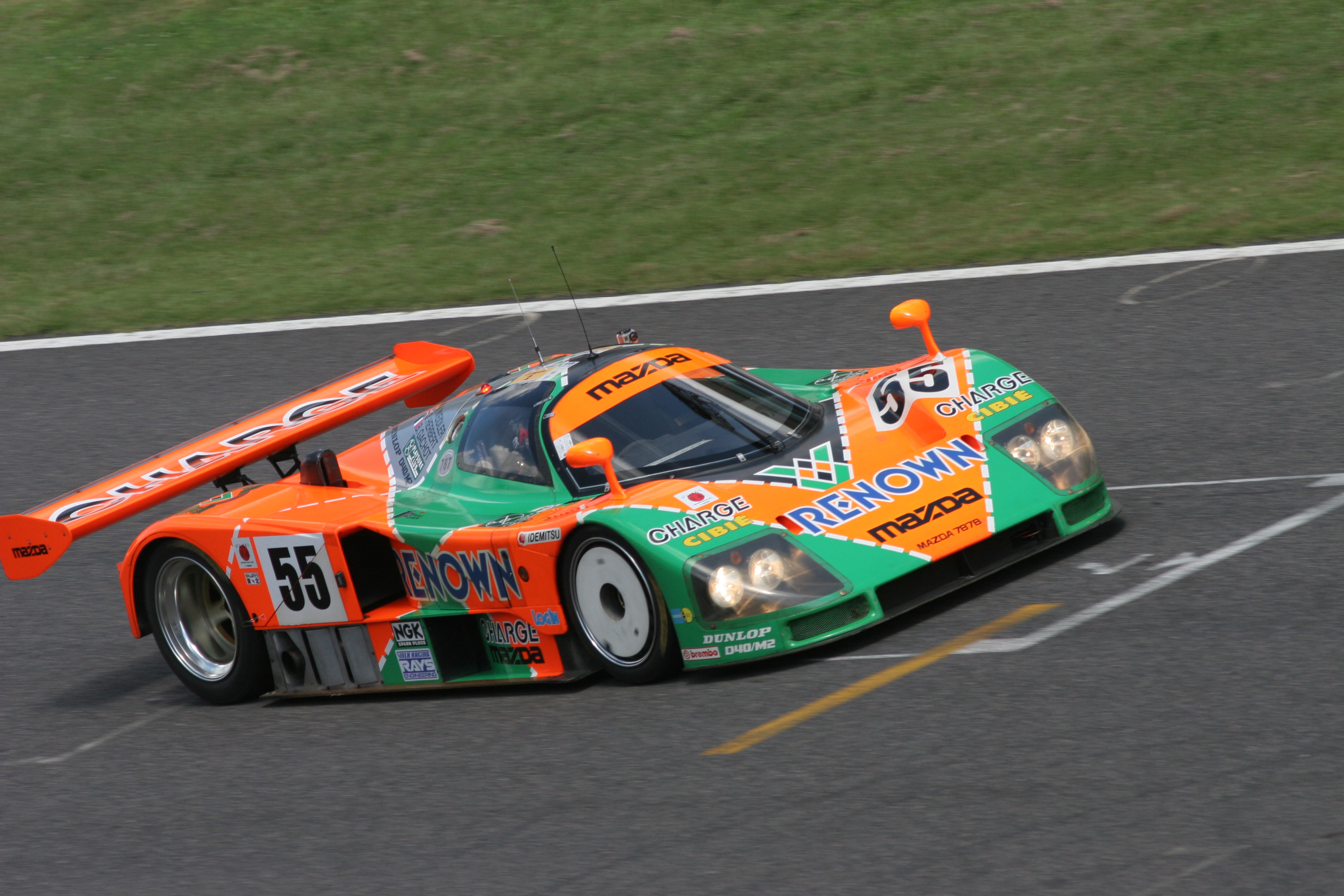
マツダ・787B 55号車（2012年）

最終周回中に24時間のゴールタイムを迎えたため終了前に観客がコース上になだれ込み、オレンジと緑に塗り分けられたジョニー・ハーバート/ベルトラン・ガショー/フォルカー・ヴァイドラー組のマツダ・787B、レナウン・チャージマツダ・マツダスピードの55号車がジョニー・ハーバートの運転でピットロードにてチェッカーフラッグを受けた。周回数は362周、走行距離は4922.810km。2周差で2位に入った35号車を筆頭に、シルクカット・ジャガーのXJR-12が出走4台中3台完走という安定した走行で2、3、4位を占めた。マツダ勢は18号車が6位、56号車が8位に入り、出場全車が好成績で完走を果たした。
ゴール後のジョニー・ハーバートは激しい脱水症状を起こして自力で車両から降りられない程で医務室に直行したため、16時20分に始まった表彰式には彼一人だけ出られなかった。彼がマツダ・787Bをドライブしてサルト・サーキットの表彰台中央にようやく立つことになるのは20年後の2011年6月11日、その年のル・マン24時間レース決勝当日のデモ走行として20年前の優勝車787Bで周回した後のサプライズであった。このとき彼はおどけて、脱水症状で倒れる様子を自ら再現してみせた後で20年越しの表彰台に上った。
マツダは優勝記者会見の席にジャッキー・イクスを座らせようとしたが、ジャッキー・イクスは「勝ったのはチームでありドライバーであって私ではない」とし、ボーナス支払いの申し出も「私は勝つために請われてマツダに入ったのだ。ボーナスをもらうには及ばない」として固辞した。
| 順位   | クラス | 号車 | チーム                                                                | ドライバー                                                                           | シャシ                                              | タイヤ | 周回数 |
| 順位   | クラス | 号車 | チーム                                                                | ドライバー                                                                           | エンジン                                            | タイヤ | 周回数 |
| ------ | ------ | ---- | --------------------------------------------------------------------- | ------------------------------------------------------------------------------------ | --------------------------------------------------- | ------ | ------ |
| 1      | C2     | 55   | マツダスピード                                                        | - フォルカー・ヴァイドラー - ジョニー・ハーバート - ベルトラン・ガショー             | マツダ・787B                                        | D      | 362    |
| 1      | C2     | 55   | マツダスピード                                                        | - フォルカー・ヴァイドラー - ジョニー・ハーバート - ベルトラン・ガショー             | マツダ・R26B型2,616cc4ローター                      | D      | 362    |
| 2      | C2     | 35   | - シルクカット・ジャガー - トム・ウォーキンショー・レーシング         | - デイビー・ジョーンズ - ラウル・ボーセル - ミッシェル・フェルテ                     | ジャガー・XJR-12                                    | G      | 360    |
| 2      | C2     | 35   | - シルクカット・ジャガー - トム・ウォーキンショー・レーシング         | - デイビー・ジョーンズ - ラウル・ボーセル - ミッシェル・フェルテ                     | ジャガー・7.4リットルV型12気筒                      | G      | 360    |
| 3      | C2     | 34   | - シルクカット・ジャガー - トム・ウォーキンショー・レーシング         | - ボブ・ウォレク - テオ・ファビ - ケニー・アチソン                                   | ジャガー・XJR-12                                    | G      | 358    |
| 3      | C2     | 34   | - シルクカット・ジャガー - トム・ウォーキンショー・レーシング         | - ボブ・ウォレク - テオ・ファビ - ケニー・アチソン                                   | ジャガー・7.4リットルV型12気筒                      | G      | 358    |
| 4      | C2     | 33   | - シルクカット・ジャガー - トム・ウォーキンショー・レーシング         | - デレック・ワーウィック - ジョン・ニールセン - アンディ・ウォレス                   | ジャガー・XJR-12                                    | G      | 356    |
| 4      | C2     | 33   | - シルクカット・ジャガー - トム・ウォーキンショー・レーシング         | - デレック・ワーウィック - ジョン・ニールセン - アンディ・ウォレス                   | ジャガー・7.4リットルV型12気筒                      | G      | 356    |
| 5      | C2     | 31   | チーム・ザウバー・メルセデス                                          | - カール・ヴェンドリンガー - ミハエル・シューマッハ - フリッツ・クロイツポイントナー | メルセデス・ベンツ・C11                             | G      | 355    |
| 5      | C2     | 31   | チーム・ザウバー・メルセデス                                          | - カール・ヴェンドリンガー - ミハエル・シューマッハ - フリッツ・クロイツポイントナー | メルセデス・ベンツ・M119型5.0リットルV型8気筒ターボ | G      | 355    |
| 6      | C2     | 18   | - マツダスピード - モーラ                                             | - デイブ・ケネディ - ステファン・ヨハンソン - マウリシオ・サンドロ・サラ             | マツダ・787B                                        | D      | 355    |
| 6      | C2     | 18   | - マツダスピード - モーラ                                             | - デイブ・ケネディ - ステファン・ヨハンソン - マウリシオ・サンドロ・サラ             | マツダ・R26B型2,616cc4ローター                      | D      | 355    |
| 7      | C2     | 58   | - コンラート・モータースポーツ - ヨースト・ポルシェ・レーシング       | - ハンス＝ヨアヒム・スタック - デレック・ベル - フランク・イエリンスキー             | ポルシェ・962C                                      | G      | 347    |
| 7      | C2     | 58   | - コンラート・モータースポーツ - ヨースト・ポルシェ・レーシング       | - ハンス＝ヨアヒム・スタック - デレック・ベル - フランク・イエリンスキー             | ポルシェ・935型3,250cc水平対向6気筒ターボ           | G      | 347    |
| 8      | C2     | 56   | - マツダスピード - オレカ                                             | - ピエール・デュドネ - 従野孝司 - 寺田陽次郎                                         | マツダ・787                                         | D      | 346    |
| 8      | C2     | 56   | - マツダスピード - オレカ                                             | - ピエール・デュドネ - 従野孝司 - 寺田陽次郎                                         | マツダ・R26B型2,616cc4ローター                      | D      | 346    |
| 9      | C2     | 11   | ポルシェ・クレマー・レーシング                                        | - マニュエル・ロイター - ハリ・トイヴォネン - J.J.レート                             | ポルシェ・962CK6                                    | Y      | 343    |
| 9      | C2     | 11   | ポルシェ・クレマー・レーシング                                        | - マニュエル・ロイター - ハリ・トイヴォネン - J.J.レート                             | ポルシェ・935型3.2リットル水平対向6気筒ターボ       | Y      | 343    |
| 10     | C2     | 17   | レプソル・ブルン・モータースポーツ                                    | - オスカー・ララウリ - ヘスス・パレハ - ワルター・ブルン                             | ポルシェ・962C                                      | Y      | 338    |
| 10     | C2     | 17   | レプソル・ブルン・モータースポーツ                                    | - オスカー・ララウリ - ヘスス・パレハ - ワルター・ブルン                             | ポルシェ・935型3,250cc水平対向6気筒ターボ           | Y      | 338    |
| 11     | C2     | 12   | クラージュ・コンペティション                                          | - フランソワ・ミゴール - リオネル・ロベール - ジャン＝ダニエル・ローレ               | クーガー・C26S                                      | G      | 331    |
| 11     | C2     | 12   | クラージュ・コンペティション                                          | - フランソワ・ミゴール - リオネル・ロベール - ジャン＝ダニエル・ローレ               | ポルシェ・935型3.0リットル水平対向6気筒ターボ       | G      | 331    |
| 12     | C1     | 41   | - ユーロ・レーシング - チームFedco                                    | - 見崎清志 - 横島久 - 長坂尚樹                                                       | スパイス・SE90C                                     | G      | 326    |
| 12     | C1     | 41   | - ユーロ・レーシング - チームFedco                                    | - 見崎清志 - 横島久 - 長坂尚樹                                                       | フォード・コスワース・DFZ型3.5リットルV型8気筒      | G      | 326    |
| 13 NC  | C2     | 53   | - チーム・サラミン・プリマガス - チーム・シュパン                     | - ハーレイ・ヘイウッド - ジェームズ・ウィーバー - ウェイン・テイラー                 | ポルシェ・962C                                      | D      | 316    |
| 13 NC  | C2     | 53   | - チーム・サラミン・プリマガス - チーム・シュパン                     | - ハーレイ・ヘイウッド - ジェームズ・ウィーバー - ウェイン・テイラー                 | ポルシェ・935型3.2リットル水平対向6気筒ターボ       | D      | 316    |
| 14 NC  | C1     | 43   | - ユーロ・レーシング - PCオートモーティブ                             | - リチャード・パイパー - Olindo Iacobelli - ジャン＝ルイ・リッチ                     | スパイス・SE89C                                     | G      | 280    |
| 14 NC  | C1     | 43   | - ユーロ・レーシング - PCオートモーティブ                             | - リチャード・パイパー - Olindo Iacobelli - ジャン＝ルイ・リッチ                     | フォード・コスワース・DFZ型3.5リットルV型8気筒      | G      | 280    |
| 15 NC  | C2     | 15   | ヴェネト・エキップ                                                    | - Luigi Giorgio - Almo Copelli                                                       | ランチア・LC2                                       | D      | 111    |
| 15 NC  | C2     | 15   | ヴェネト・エキップ                                                    | - Luigi Giorgio - Almo Copelli                                                       | フェラーリ・308C型3.0リットルV型8気筒ターボ         | D      | 111    |
| 16 DNF | C2     | 1    | チーム・ザウバー・メルセデス                                          | - ジャン＝ルイ・シュレッサー - ヨッヘン・マス - アラン・フェルテ                     | メルセデス・ベンツ・C11                             | G      | 319    |
| 16 DNF | C2     | 1    | チーム・ザウバー・メルセデス                                          | - ジャン＝ルイ・シュレッサー - ヨッヘン・マス - アラン・フェルテ                     | メルセデス・ベンツ・M119型5.0リットルV型8気筒ターボ | G      | 319    |
| 17 DNF | C2     | 49   | - クラージュ・コンペティション - トラスト・レーシング                 | - スティーブン・アンドスカー - ジョージ・フーシェ                                    | ポルシェ・962C                                      | D      | 316    |
| 17 DNF | C2     | 49   | - クラージュ・コンペティション - トラスト・レーシング                 | - スティーブン・アンドスカー - ジョージ・フーシェ                                    | ポルシェ・935型3.2リットル水平対向6気筒ターボ       | D      | 316    |
| 18 NC  | C2     | 47   | クラージュ・コンペティション                                          | - Michel Trollé - クロード・ブルボネ - Marco Brand                                   | クーガー・C26S                                      | G      | 293    |
| 18 NC  | C2     | 47   | クラージュ・コンペティション                                          | - Michel Trollé - クロード・ブルボネ - Marco Brand                                   | ポルシェ・935型3.0リットル水平対向6気筒ターボ       | G      | 293    |
| 19 DNF | C2     | 51   | - チーム・サラミン・プリマガス - オーバーマイヤー・レーシング         | - ユルゲン・ラシック - ピエール・イベール - オットー・アルテンバッハ                 | ポルシェ・962C                                      | G      | 232    |
| 19 DNF | C2     | 51   | - チーム・サラミン・プリマガス - オーバーマイヤー・レーシング         | - ユルゲン・ラシック - ピエール・イベール - オットー・アルテンバッハ                 | ポルシェ・935型3.2リットル水平対向6気筒ターボ       | G      | 232    |
| 20 DNF | C2     | 32   | チーム・ザウバー・メルセデス                                          | - ジョナサン・パーマー - スタンレー・ディケンズ - クルト・ティム                     | メルセデス・ベンツ・C11                             | G      | 223    |
| 20 DNF | C2     | 32   | チーム・ザウバー・メルセデス                                          | - ジョナサン・パーマー - スタンレー・ディケンズ - クルト・ティム                     | メルセデス・ベンツ・M119型5.0リットルV型8気筒ターボ | G      | 223    |
| 21 DNF | C2     | 52   | - チーム・サラミン・プリマガス - チーム・シュパン                     | - エイエ・エリジュ - ローランド・ラッツェンバーガー - ウィル・ホイ                   | ポルシェ・962C                                      | D      | 202    |
| 21 DNF | C2     | 52   | - チーム・サラミン・プリマガス - チーム・シュパン                     | - エイエ・エリジュ - ローランド・ラッツェンバーガー - ウィル・ホイ                   | ポルシェ・935型3.0リットル水平対向6気筒ターボ       | D      | 202    |
| 22 DNF | C2     | 57   | - コンラート・モータースポーツ - ヨースト・ポルシェ・レーシング       | - ルイス・クラージェス - ベルント・シュナイダー - アンリ・ペスカロロ                 | ポルシェ・962C                                      | G      | 197    |
| 22 DNF | C2     | 57   | - コンラート・モータースポーツ - ヨースト・ポルシェ・レーシング       | - ルイス・クラージェス - ベルント・シュナイダー - アンリ・ペスカロロ                 | ポルシェ・935型3,250cc水平対向6気筒ターボ           | G      | 197    |
| 23 DNF | C2     | 36   | トム・ウォーキンショー・レーシング・サンテック・ジャガー              | - デヴィッド・レスリー マウロ・マルティニ - ジェフ・クロスノフ                       | ジャガー・XJR-12                                    | G      | 183    |
| 23 DNF | C2     | 36   | トム・ウォーキンショー・レーシング・サンテック・ジャガー              | - デヴィッド・レスリー マウロ・マルティニ - ジェフ・クロスノフ                       | ジャガー・7.4リットルV型12気筒                      | G      | 183    |
| 24 DNF | C1     | 39   | - グラフ・レーシング - オトモビル・ルイ・デカルト                     | - ジャン＝フィリップ・グラン - ミシェル・メゾヌーヴ - グザヴィエ・ラペイル           | スパイス・SE89C                                     | G      | 163    |
| 24 DNF | C1     | 39   | - グラフ・レーシング - オトモビル・ルイ・デカルト                     | - ジャン＝フィリップ・グラン - ミシェル・メゾヌーヴ - グザヴィエ・ラペイル           | フォード・コスワース・DFZ型3.5リットルV型8気筒      | G      | 163    |
| 25 DNF | C2     | 16   | レプソル・ブルン・モータースポーツ                                    | - ハラルド・ユイスマン - ロビー・スターリング - ベルナール・サンタル                 | ポルシェ・962C                                      | Y      | 138    |
| 25 DNF | C2     | 16   | レプソル・ブルン・モータースポーツ                                    | - ハラルド・ユイスマン - ロビー・スターリング - ベルナール・サンタル                 | ポルシェ・935型3,250cc水平対向6気筒ターボ           | Y      | 138    |
| 26 DNF | C2     | 45   | - ユーロ・レーシング - Chamberlain Engineering                        | - ニック・アダムス - ロビン・ドノヴァン - リチャード・ジョーンズ                     | スパイス・SE89C                                     | G      | 128    |
| 26 DNF | C2     | 45   | - ユーロ・レーシング - Chamberlain Engineering                        | - ニック・アダムス - ロビン・ドノヴァン - リチャード・ジョーンズ                     | フォード・コスワース・DFZ型3.5リットルV型8気筒      | G      | 128    |
| 27 DNF | C2     | 14   | チーム・サラミン・プリマガス                                          | - アントワン・サラミン - マックス・コーエンオリバー - Marcel Tarrès                  | ポルシェ・962C                                      | G      | 101    |
| 27 DNF | C2     | 14   | チーム・サラミン・プリマガス                                          | - アントワン・サラミン - マックス・コーエンオリバー - Marcel Tarrès                  | ポルシェ・935型3.2リットル水平対向6気筒ターボ       | G      | 101    |
| 28 DNF | C2     | 21   | コンラート・モータースポーツ                                          | - フランツ・コンラート - アンソニー・レイド - Pierre-Alain Lombardi                  | ポルシェ・962C                                      | Y      | 98     |
| 28 DNF | C2     | 21   | コンラート・モータースポーツ                                          | - フランツ・コンラート - アンソニー・レイド - Pierre-Alain Lombardi                  | ポルシェ・935型3.2リットル水平対向6気筒ターボ       | Y      | 98     |
| 29 DNF | C2     | 50   | - クラージュ・コンペティション - アルメラス・フレール                 | - ジャック・アルメラス - ジャン＝マリー・アルメラス - Pierre de Thoisy               | ポルシェ・962C                                      | G      | 86     |
| 29 DNF | C2     | 50   | - クラージュ・コンペティション - アルメラス・フレール                 | - ジャック・アルメラス - ジャン＝マリー・アルメラス - Pierre de Thoisy               | ポルシェ・935型3.2リットル水平対向6気筒ターボ       | G      | 86     |
| 30 DNF | C1     | 44   | - ユーロ・レーシング - Chamberlain Engineering                        | - ジョン・シェルドン - フェルディナン＝レセップス - Charles Rickett                  | スパイス・SE89C                                     | G      | 85     |
| 30 DNF | C1     | 44   | - ユーロ・レーシング - Chamberlain Engineering                        | - ジョン・シェルドン - フェルディナン＝レセップス - Charles Rickett                  | フォード・コスワース・DFZ型3.5リットルV型8気筒      | G      | 85     |
| 31 DNF | C1     | 8    | ユーロ・レーシング                                                    | - Cor Euser - Charles Zwolsman - ティム・ハーヴェイ                                  | スパイス・SE90C                                     | G      | 72     |
| 31 DNF | C1     | 8    | ユーロ・レーシング                                                    | - Cor Euser - Charles Zwolsman - ティム・ハーヴェイ                                  | フォード・コスワース・DFZ型3.5リットルV型8気筒      | G      | 72     |
| 32 DNF | C1     | 6    | プジョー・タルボ・スポール                                            | - ケケ・ロズベルグ - ヤニック・ダルマス - ピエール＝アンリ・ラファネル               | プジョー・905                                       | M      | 68     |
| 32 DNF | C1     | 6    | プジョー・タルボ・スポール                                            | - ケケ・ロズベルグ - ヤニック・ダルマス - ピエール＝アンリ・ラファネル               | プジョー・SA35型3.5リットルV型10気筒                | M      | 68     |
| 33 DNF | C1     | 40   | - ユーロ・レーシング - A.O. レーシング                                | - リン・セント・ジェームズ - デジレ・ウィルソン - キャシー・ミュラー                 | スパイス・SE90C                                     | D      | 47     |
| 33 DNF | C1     | 40   | - ユーロ・レーシング - A.O. レーシング                                | - リン・セント・ジェームズ - デジレ・ウィルソン - キャシー・ミュラー                 | フォード・コスワース・DFZ型3.5リットルV型8気筒      | D      | 47     |
| 34 DNF | C2     | 13   | クラージュ・コンペティション                                          | - ジョニー・ダンフリーズ - アンデルス・オロフソン - トーマス・ダニエルソン           | クーガー・C26S                                      | G      | 45     |
| 34 DNF | C2     | 13   | クラージュ・コンペティション                                          | - ジョニー・ダンフリーズ - アンデルス・オロフソン - トーマス・ダニエルソン           | ポルシェ・935型3.2リットル水平対向6気筒ターボ       | G      | 45     |
| 35 DNF | C1     | 37   | - オトモビル・ルイ・デカルト - レーシング・オルガニゼーション・コース | - Bernard Thuner - パスカル・ファーブル                                              | ROC・002                                            | G      | 38     |
| 35 DNF | C1     | 37   | - オトモビル・ルイ・デカルト - レーシング・オルガニゼーション・コース | - Bernard Thuner - パスカル・ファーブル                                              | フォード・コスワース・DFZ型3.5リットルV型8気筒      | G      | 38     |
| 36 DNF | C1     | 5    | プジョー・タルボ・スポール                                            | - マウロ・バルディ - フィリップ・アリオー - ジャン＝ピエール・ジャブイーユ           | プジョー・905                                       | M      | 22     |
| 36 DNF | C1     | 5    | プジョー・タルボ・スポール                                            | - マウロ・バルディ - フィリップ・アリオー - ジャン＝ピエール・ジャブイーユ           | プジョー・SA35型3.5リットルV型10気筒                | M      | 22     |
| 37 DNF | C2     | 46   | ポルシェ・クレマー・レーシング                                        | - トマス・ロペス - グレガー・フォイテク - ティフ・ニーデル                           | ポルシェ・962CK6                                    | Y      | 18     |
| 37 DNF | C2     | 46   | ポルシェ・クレマー・レーシング                                        | - トマス・ロペス - グレガー・フォイテク - ティフ・ニーデル                           | ポルシェ・935型3.2リットル水平対向6気筒ターボ       | Y      | 18     |
| 38 DNF | C1     | 7    | オトモビル・ルイ・デカルト                                            | - フィリップ・ド・ヘニング - Luigi Taverna - パトリック・ゴーニン                    | ALD・C91                                            | G      | 16     |
| 38 DNF | C1     | 7    | オトモビル・ルイ・デカルト                                            | - フィリップ・ド・ヘニング - Luigi Taverna - パトリック・ゴーニン                    | フォード・コスワース・DFR型3.5リットルV型8気筒      | G      | 16     |
| DNS    | C2     | 59   | - コンラート・モータースポーツ - ヨースト・ポルシェ・レーシング       | - フランツ・コンラート - ユルゲン・バルト                                            | ポルシェ・962C                                      | G      | -      |
| DNS    | C2     | 59   | - コンラート・モータースポーツ - ヨースト・ポルシェ・レーシング       | - フランツ・コンラート - ユルゲン・バルト                                            | ポルシェ・935型3,250cc水平対向6気筒ターボ           | G      | -      |
| DNS    | C1     | 4    | - シルクカット・ジャガー - トム・ウォーキンショー・レーシング         | - テオ・ファビ - ケニー・アチソン - アンディ・ウォレス                               | ジャガー・XJR-14                                    | G      | -      |
| DNS    | C1     | 4    | - シルクカット・ジャガー - トム・ウォーキンショー・レーシング         | - テオ・ファビ - ケニー・アチソン - アンディ・ウォレス                               | ジャガー・コスワース・HB型3.5リットルV型8気筒       | G      | -      |
| DNQ    | C1     | 3    | - シルクカット・ジャガー - トム・ウォーキンショー・レーシング         | - テオ・ファビ - ケニー・アチソン - アンディ・ウォレス                               | ジャガー・XJR-14                                    | G      | -      |
| DNQ    | C1     | 3    | - シルクカット・ジャガー - トム・ウォーキンショー・レーシング         | - テオ・ファビ - ケニー・アチソン - アンディ・ウォレス                               | ジャガー・コスワース・HB型3.5リットルV型8気筒       | G      | -      |
| DNQ    | C2     | 48   | クラージュ・コンペティション                                          | - クリス・ホッジス - アンドリュー・ヘップワース - ティエリー・ルセール               | クーガー・C24S                                      | G      | -      |
| DNQ    | C2     | 48   | クラージュ・コンペティション                                          | - クリス・ホッジス - アンドリュー・ヘップワース - ティエリー・ルセール               | ポルシェ・935型3.0リットル水平対向6気筒ターボ       | G      | -      |
| DNQ    | C1     | 2    | チーム・ザウバー・メルセデス                                          | - カール・ヴェンドリンガー - ミハエル・シューマッハ - フリッツ・クロイツポイントナー | メルセデス・ベンツ・C291                            | G      | -      |
| DNQ    | C1     | 2    | チーム・ザウバー・メルセデス                                          | - カール・ヴェンドリンガー - ミハエル・シューマッハ - フリッツ・クロイツポイントナー | メルセデス・ベンツ・M291型3.5リットル180度V型12気筒 | G      | -      |
| DNQ    | C2     | 42   | ユーロ・レーシング                                                    | - ジャスティン・ベル - 粕谷俊二                                                      | スパイス・SE88P                                     | G      | -      |
| DNQ    | C2     | 42   | ユーロ・レーシング                                                    | - ジャスティン・ベル - 粕谷俊二                                                      | フェラーリ・308C型3.0リットルV型8気筒ターボ         | G      | -      |
| DNQ    | C2     | 54   | - チーム・サラミン・プリマガス - チーム・デイビー                     | - 池谷勝則 - メルセデス・ステルミッツ - ヴァレンティーノ・ムセッティ                 | ポルシェ・962C                                      | G      | -      |
| DNQ    | C2     | 54   | - チーム・サラミン・プリマガス - チーム・デイビー                     | - 池谷勝則 - メルセデス・ステルミッツ - ヴァレンティーノ・ムセッティ                 | ポルシェ・935型3.2リットル水平対向6気筒ターボ       | G      | -      |